# Wilhelmus Lindanus
Wilhelmus Damasi Lindanus (Dordrecht, 1525 - Gent 2 november 1588) was een Zuid-Nederlands bisschop en inquisiteur van de inquisitie in de Nederlanden. Zijn Nederlandse naam was Willem Damaszoon van der Lindt. Hij was de eerste bisschop van Roermond (1562-1588) en tweede bisschop van Gent (1588-1588).

## Levensloop

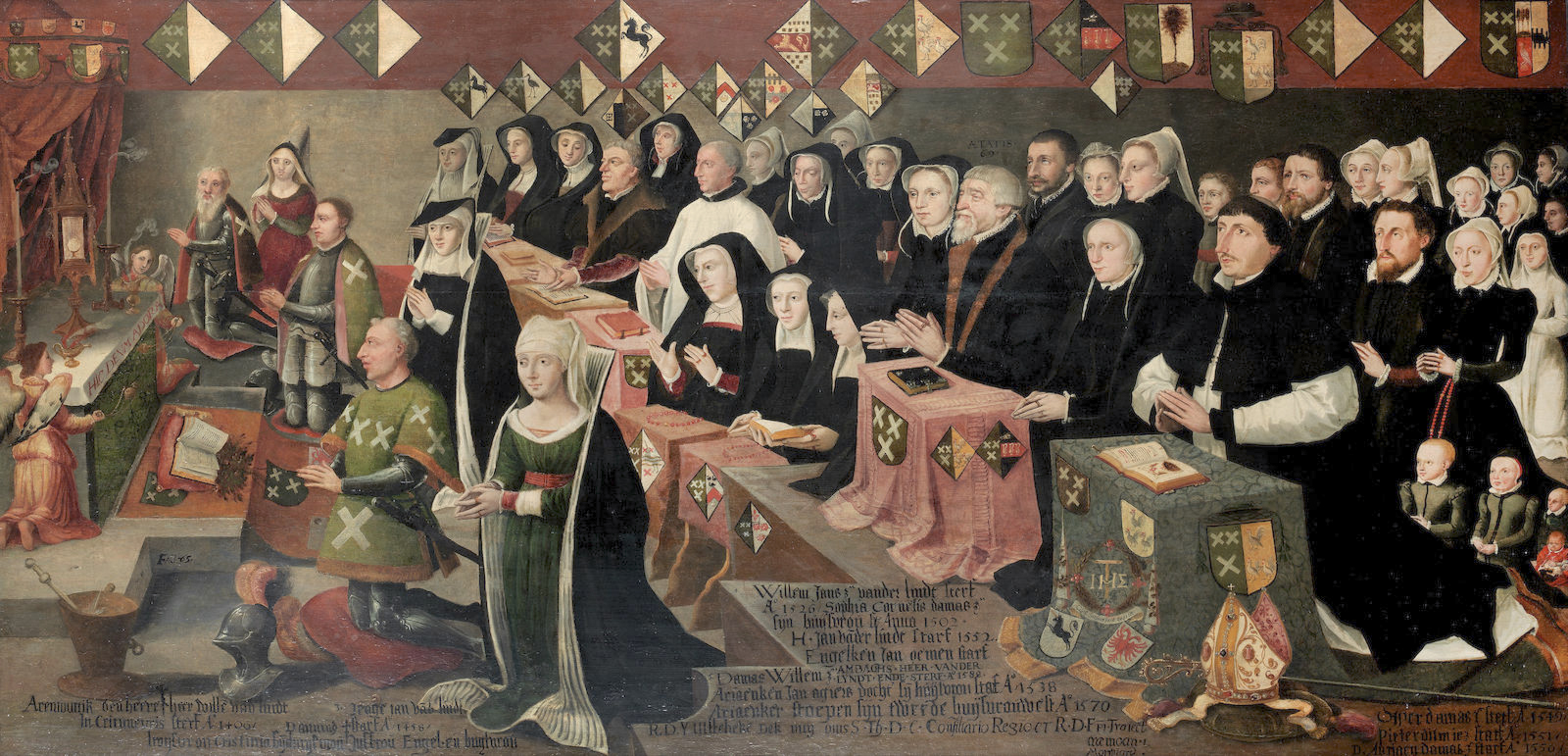
De familie Van der Linden, circa 1570. In het centrum Damas van der Lindt, centrum rechts zijn zoon, bisschop Wilhelmus Landanus

Wilhelmus Lindanus was een zoon van Damas van der Lindt en Adriana Jan Ogiersdochter. Zijn vader was deken van de schutterij en kerkmeester van de Nieuwkerk van Dordrecht. 
Na zijn basisopleiding te Dordrecht werd hij in oktober 1540 ingeschreven aan de pedagogie Het Varken van de universiteit van Leuven en behaalde er op 15 maart 1543 de graad van magister artium. 
Na drie jaar studie in Parijs doceerde hij vanaf 1546 filosofie in Het Varken en studeerde tegelijk aan het Leuvense Collegium Trilingue. 
Hij werd in 1552 tot priester gewijd, behaalde hij in datzelfde jaar het licentiaat en in 1556 het doctoraat in de theologie. Van oktober 1554 tot 1557 doceerde hij exegese en pastoraaltheologie aan de toen nieuwe, en sinds 1803 niet meer bestaande  universiteit van Dillingen.
Hij werd in 1557 als "kettermeester" naar Friesland gezonden "om de bestaande gebreken in de kerk te hervormen en de slechte geestelijken te bestraffen en desnoods af te zetten, en tevens om de leer van het zuivere Catholicisme tegen die van het Protestantisme te verdedigen". Friesland was het gewest waar het protestantisme het meest voet aan de grond had gekregen. Dit verklaart mede dat uitgerekend de gematigde humanist Viglius van Aytta aan de jonge theoloog Wilhelmus Lindanus vroeg hem te helpen met het optreden tegen "ketters". 
Lindanus ontpopte zich als een streng en pedagogisch inquisiteur, die niet alleen kerkrechtelijke maatregelen wilde nemen, maar ook de kennis van het katholieke geloof wilde vergroten. Het jurisdictie-examen voor geestelijken werd opnieuw ingevoerd en alle pastoors werden verplicht elke zondag een gedeelte uit de Grote Catechismus van Petrus Canisius te behandelen. Lindanus trad ook verder op in de geest van de Contrareformatie en het Concilie van Trente door de striktere regels op te leggen en deze te handhaven. Hiermee droeg hij bij aan de verdieping van de kloof tussen rooms-katholieken en protestanten. In plaats van een dialoog tussen beide partijen, zoals humanisten als Viglius van Aytta die graag hadden gezien, volgde op de inquisitie in 1566 de Beeldenstorm als protestants antwoord op mensen zoals Wilhelmus Lindanus.
De Reformatie die volgde heeft in Friesland bijna alle sporen van dit soort "Kettermeesters" uitgewist. In de St. Maartenskerk van Bolsward zijn in twee gotische bogen een tafereel geschilderd in 1560 met vermelding van het werk van Lindanus. Hij had de pastoor van deze kerk gedagvaard, waarop deze moest vluchten.

## Bisschop

### Bisschop van Roermond
Op 8 augustus 1561 werd Lindanus, die nog maar net deken van Den Haag geworden was, door Filips II van Spanje benoemd tot bisschop van Roermond. In mei 1562 (hij was slechts 37 jaar) werd hij door de eerste aartsbisschop van Mechelen, Antoine Perrenot de Granvelle tot bisschop gewijd (Roermond was immers een onderdeel van de kerkprovincie Mechelen). Het duurde echter door verzet van de stad Roermond en de Staten van Gelre tot 1569 voordat hij onder de tirannie van Alva ook daadwerkelijk zijn zetel kon bezetten. 
In dit bisdom zette hij zijn contrareformatorische werkzaamheden voort, vaak onderbroken door de oorlogshandelingen uit de eerste jaren van de Nederlandse Opstand. Zo werden op 23 juli 1572 in Roermond 13 katholieke geestelijken, de Martelaren van Roermond, onder wie Lindanus' secretaris, vermoord door de plunderende troepen van Willem van Oranje. Het door Filips II van Spanje in 1580 op zijn advies opgerichte Collegium Regium of Koningscollege te Leuven speelde een belangrijke rol bij de opleiding van priesters voor de Hollandse Zending en daarmee bij de instandhouding van de rooms-katholieke kerk in de Republiek. 
Lindanus schreef een traktaat ter verdediging van de heiligenverering met als titel De fugiendis nostri seculi idolis [Over de te ontvluchten afgoden van onze tijd] (Keulen 1580). Hierin  vertelt hij onder meer het verhaal over zijn broer Hadrianus (geboren ca. 1533), die in 1570 schout werd van Den Haag. Adriaen bleek bij zijn geboorte een voetafwijking te hebben. Zijn moeder, bevreesd dat hij zijn hele leven kreupel zou blijven, reisde van haar woonplaats Dordrecht naar Utrecht, waar zij voor St. Machuut in de Jacobikerk om zijn genezing bad en de gebruikelijke offergaven achterliet. Bij haar terugkeer trof zij de kleine Hadrianus volledig genezen aan. Gelet op Adriaan van der Lindts geboortejaar is dit rond 1533 voorgevallen.

### Bisschop van Gent
Na zijn verblijf in Rome en Spanje werd hij in het najaar van 1587 benoemd tot bisschop van Gent, deze benoeming werd op 12 februari 1588 bevestigd door paus Sixtus V en op 22 juli 1588 werd hij geïnstalleerd. Hij overleed er nog in hetzelfde jaar op 63-jarige leeftijd. Zijn bisschopsleuze was Quæ sursum sunt quærite (Zoek het hogere).
In de Sint-Baafskathedraal in de kapel van Sint-Ivo staat een praalgraf voor hem en zijn voorganger Cornelius Jansen.

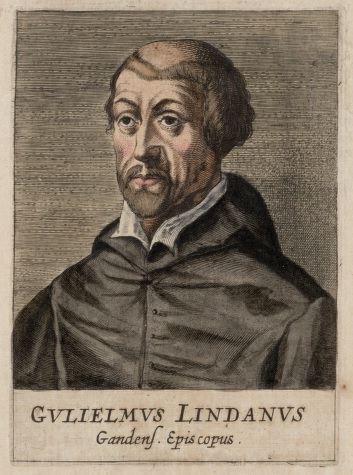
Wilhelmus Lindanus (afbeelding uit Flandria illustrata, 1641)
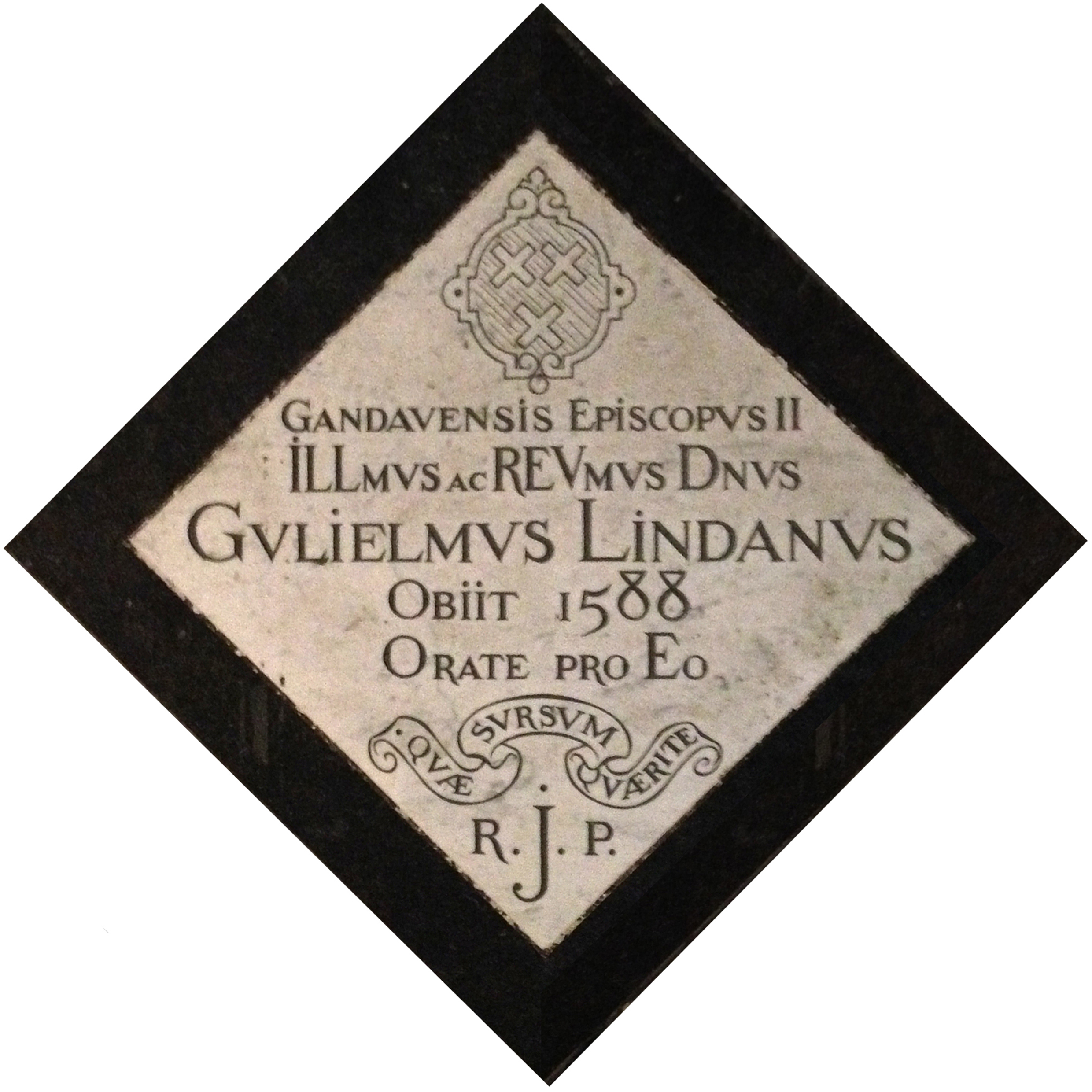
Grafplaat bisschop Gulielmus Lindanus